# 殷穆
殷 穆（いん ぼく、太元4年（379年）- 元嘉15年5月20日（438年6月28日））は、東晋から南朝宋にかけての官僚。本貫は陳郡長平県。

## 経歴
殷允（殷浩の叔父の殷融の子）の子として生まれた。東晋の末年に五兵尚書となり、劉裕の下で相国左長史をつとめた。永初元年（420年）、劉裕が即位すると、散騎常侍の位を受けた。国子祭酒・五兵尚書・呉郡太守を歴任した。元嘉元年（424年）、文帝が即位すると、金紫光禄大夫の位を受けた。竟陵王師を兼ねた。元嘉4年（427年）6月、護軍将軍の号を受けた。元嘉9年（432年）4月、特進・右光禄大夫の位を受けた。始興王師を兼ねた。元嘉15年（438年）5月、在官のまま死去した。享年は60。諡は元子。

## 子女
- 殷淳
- 殷沖（字は希遠、中書黄門郎・太子中庶子・尚書吏部郎・御史中丞・呉興郡太守・度支尚書を歴任した。劉劭が文帝を殺害して立つと、殷沖はその下で侍中・護軍・司隷校尉となった。孝武帝が建康を落とすと、殺害された）
- 殷淡（字は夷遠、黄門吏部郎・太子中庶子・歩兵校尉を歴任した）

## 伝記資料
- 『宋書』巻59 列伝第19
- 『南史』巻27 列伝第17